# 디저
Deezer는 프랑스 온라인 음악 스트리밍 서비스이다. 이를 통해 사용자는 유니버설 뮤직 그룹, 소니 뮤직 및 워너 뮤직 그룹을 비롯한 음반사의 음악 콘텐츠를 들을 수 있다. 온라인 또는 오프라인으로 다양한 기기에서 팟캐스트로 청취할 수 있다.
파리에서 만든 Deezer는 현재 라이브러리에 7,300만 개의 라이선스 트랙을 보유하고 있으며 2019년 1월 기준으로 30,000개 이상의 라디오 채널, 1억 개의 재생 목록, 1,600만 월간 활성 사용자 및 700만 유료 구독자를 보유하고 있다. 이 서비스는 웹, 안드로이드, iOS, 윈도우 모바일, 블랙베리 OS, 마이크로소프트 윈도우 및 macOS에서 사용할 수 있다.

## 역사

초창기의 Deezer 로고

2006년 Daniel Marhely는 파리에서 Blogmusik이라는 Deezer의 첫 번째 버전을 개발했다. 그의 아이디어는 스트리밍 기술을 통해 음악 애호가에게 무제한으로 음악을 제공하는 것이였다.
Blogmusik은 SACEM에 의해 저작권 침해로 기소되어 2007년 4월에 폐쇄되었다. 사이트 및 사용자에게 아이튠즈에서 Deezer로 스트리밍된 노래를 다운로드할 수 있는 기능을 제공함으로써 Deezer는 각 구매에서 수수료를 받는다.
2009년 11월 5일 Deezer는 새로운 서비스 모델을 출시했다. 기본적인 무료 웹 스트리밍을 계속하면서 회사는 두 가지 구독 서비스를 도입했다. 월 4.99유로를 지불하는 사용자는 광고 없이 더 높은 음질의 음악을 듣고, 9.99유로를 지불하는 사용자는 컴퓨터와 안드로이드 , 블랙베리 및 iOS 모바일 기기에서 사용게 되었다.
2013년 1월 Deezer는 아프리카, 아시아, 브라질, 중동 및 미국에 걸쳐 22개의 새로운 국가로 확장을 발표하여 총 182개국에 진출하였다.
이 확장에 이어 2013년 Deezer는 LG전자, 삼성전자 및 도시바와의 파트너십을 발표했는데, 이는 Deezer 앱이 스마트 TV 플랫폼에서 사용할 수 있음을 의미했다.
2013년 4월 Deezer는 새로운 스마트 캐싱 기능으로 iOS 앱을 업데이트하여 앱이 네트워크 범위가 열악한 지역에서도 사용자가 가장 많이 재생한 트랙을 식별하고 기억할 수 있도록 했다.
2014년 6월, Deezer에 새로운 파트너십을 발표 한 삼성 전자 제공 삼성 갤럭시 S5의 유럽에서 무료 육개월 Deezer에 프리미엄 + 구독을 사용자. 삼성과 Deezer는 M5 및 M7 라인의 Multiroom 무선 오디오 스피커를 포함하여 삼성의 Multiroom 무선 오디오 제품용 Deezer Premium+에 6개월 무료 구독을 제공함으로써 파트너십을 연장했다. 삼성과 Deezer는 2016년부터 2018년까지 이 프로모션을 다시 제공했다.
2014년 6월 Deezer와 구글은 사용자가 Chromecast를 통해 휴대전화에서 TV로 음악을 스트리밍할 수 있도록 Google Chromecast 가 Deezer의 Android 및 iPhone 앱을 지원할 것이라고 발표했다. Chromecast 지원은 2014년 6월 25일부터 호주, 벨기에, 브라질, 캐나다, 핀란드, 프랑스, 독일, 네덜란드, 노르웨이, 포르투갈, 스페인, 스웨덴, 스위스, 영국에서 Deezer Premium+ 사용자에게 제공되었다.
2014년 9월 Deezer는 Sonos를 위해 제작된 새로운 독점 서비스인 Deezer Elite를 발표했다. Deezer Elite는 Sonos Hi-Fi Systems의 미국 사용자에게 CD 품질의 오디오를 제공한다. 이 서비스는 Deezer의 Sonos 사용자에게만 전 세계적으로 제공된다. Deezer Elite "고해상도 오디오"는 "고해상도" 또는 고해상도 오디오가 아닌 무손실 CD 품질(16비트/44.1kHz)이다. Sonos는 고해상도(24/96, 24/192 또는 이와 유사한) 스트리밍을 지원하지 않는다.
미국에서 Deezer HiFi는 19.95달러의 월 구독료로 FLAC 품질의 16비트/44.1kHz 트랙 3,600만 트랙을 제공한다. "선택한 사운드 시스템 및 데스크탑 앱에서만 사용 가능"하며 320kbit/s의 속도로 휴대폰에 다운로드를 제공한다.
2014년 10월 Deezer는 웹사이트 플레이어를 위한 새로운 사용자 인터페이스를 출시했다. 이 새로운 디자인 변화는 수많은 사용자들로부터 큰 호응을 얻었다.
2014년 12월 Deezer와 펩시는 아티스트 프로필을 성장시키는 매니저와 레이블을 지원하기 위해 Midem Artist Accelerator를 설립하기 위한 파트너십을 발표했다.2016년 6월에 Stitcher를 EW Scripps Company 에 450만 달러에 매각했다.
2018년 12월 Deezer는 프로그래밍 방식의 오디오 광고로 무료 사용자를 수익화하기 위해 Triton Digital 을 통합했다. Deezer는 프리미엄 가입자에게도 배너 광고를 뛰우게 한다.
2019년 11월 7일 Deezer는 TensorFlow 머신 러닝 라이브러리와 오디오 스템 추출을 위해 사전 훈련된 모델을 사용하는 파이썬으로 작성된 오픈 소스 "오디오 소스 분리" 유틸리티인 Sleeter를 출시했다.
2020년 9월 Deezer는 애플 및 구글 의 앱 스토어 에 앱을 포함하기 위한 더 나은 조건을 요구하기 위해 에픽게임즈가 이끄는 앱 공정성을 위한 연합의 여러 기술 회사에 합류했다.